# De Nijverheid (Sint-Maartensdijk)
De Nijverheid is een korenmolen in Sint-Maartensdijk in de Nederlandse provincie Zeeland.
De molen werd in 1868 gebouwd. Tot 1966 werd met de molen gemalen. In dat jaar verkocht de laatste beroepsmolenaar de molen aan de toenmalige gemeente Sint-Maartensdijk die in 1971 samengevoegd werd met de gemeente Tholen. Na een restauratie in 1985 stelt een vrijwillig molenaar de molen regelmatig in bedrijf.
De roeden van de molen zijn bijna 22 meter lang en zijn voorzien van het Oudhollands hekwerk met zeilen. De molen is ingericht met twee koppels maalstenen.